# Pescărești
Pescărești – wieś w Rumunii, w okręgu Aluta, w gminie Vulpeni. W 2011 roku liczyła 413 mieszkańców. 